# Section 8 (album de MC Eiht)
Pour les articles homonymes, voir Section 8.
Albums de MC Eiht
Last Man Standing
(1997) N' My Neighborhood
(2000)
Singles
1. Automatic
Sortie : 1999
2. Thicker than Water
Sortie : 1999

Section 8 est le quatrième album studio de MC Eiht, sorti le 8 juin 1999.
L'album s'est classé 5e au Top R&B/Hip-Hop Albums et 54e au Billboard 200.
On retrouve le titre Thicker than Water sur la bande originale du film homonyme.

## Liste des titres
| No  | Titre                                                                                      | Contient un (des) sample(s) de                                                 | Durée |
| --- | ------------------------------------------------------------------------------------------ | ------------------------------------------------------------------------------ | ----- |
| 1.  | Section 8 (Intro) (Produit par Binky et MC Eiht)                                           |                                                                                | 0:53  |
| 2.  | Living N' Tha Streetz (featuring Boom Bam – Produit par Young Tre)                         |                                                                                | 4:44  |
| 3.  | My Life (Produit par Young Tre)                                                            | In the Mood de Tyrone Davis Everybody Loves the Sunshine du Roy Ayers Ubiquity | 4:54  |
| 4.  | Murder at Night (Produit par Ant Banks)                                                    |                                                                                | 4:23  |
| 5.  | Caution (Produit par Bird)                                                                 |                                                                                | 4:42  |
| 6.  | The Getaway (Skit)                                                                         |                                                                                | 0:26  |
| 7.  | Automatic (Produit par Fredwreck Nassar et Julio G)                                        |                                                                                | 4:15  |
| 8.  | Strawberries -N- Cream (featuring CMW et High « T » – Produit par DJ Raw Steel et MC Eiht) |                                                                                | 5:19  |
| 9.  | Flatline (Produit par DJ Raw Steel et MC Eiht)                                             | Sweet Moments du Love Unlimited Orchestra                                      | 4:33  |
| 10. | Dayz of '89 (Produit par DJ Slip)                                                          | You Are My Starship de Norman Connors featuring Michael Henderson              | 4:48  |
| 11. | Tha Hood Still Got Me Under (featuring Soultré – Produit par Binky)                        |                                                                                | 4:41  |
| 12. | Me & My Bitch (featuring Techniec – Produit par Binky et J!)                               | Rain Dance du Jeff Lorber Fusion                                               | 4:20  |
| 13. | III The Hood Way (featuring Ice Cube et Mack 10 – Produit par Binky)                       |                                                                                | 4:27  |
| 14. | Thicker Than Water (featuring Val – Produit par Black Hole)                                | If You Play Your Cards Right d'Alicia Myers                                    | 4:22  |
| 15. | The Nail Shop (Luther's Outro)                                                             |                                                                                | 2:43  |